# 2017年日本

## 國家領導人
- 天皇：平成
- 内閣總理大臣：安倍晉三（自由民主黨）
- 内閣官房長官：菅義偉（自由民主黨）
- 眾議院議長：大島理森（自由民主黨）
- 參議院議長：伊達忠一（自由民主黨）
- 最高裁判所長官：寺田逸郎（日语：寺田逸郎）

## 大事时序

### 1月
- 1月8日－－NHK電視台在晚間八點播出的第56部大河劇《女城主 直虎》，由柴崎幸主演。

### 2月
- 2月19日，2017年亞洲冬季運動會在日本札幌開幕。[1]